# Frank Currier
Pour les articles homonymes, voir Currier.

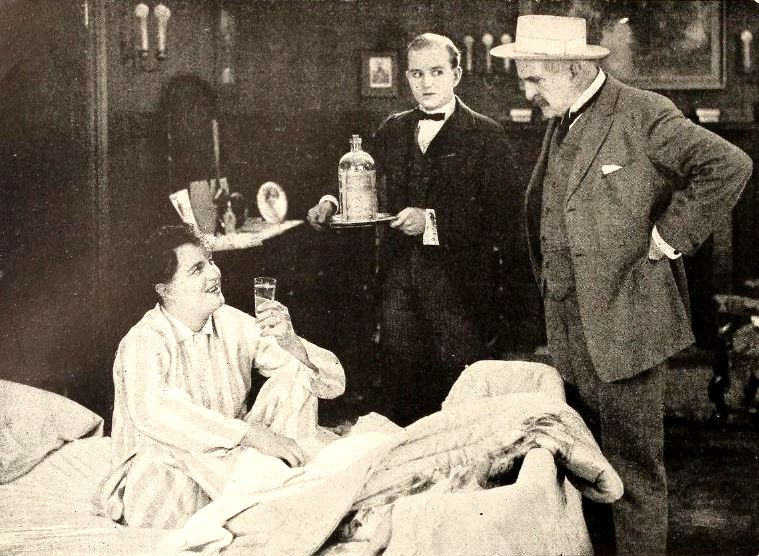
Currier à droite sur la photo, avec Bryant Washburn et Guy Oliver, dans It Pays to Advertise (1919).

Frank Currier né le 4 septembre 1857 à Norwich, Connecticut (États-Unis), mort le 22 avril 1928 à Hollywood (Californie), est un acteur, réalisateur et producteur américain.

## Biographie
Le magazine Photoplay le consacra en tant que "doyen du cinéma d'acteur"

## Filmographie

### Comme acteur
- 1912 : The Cross Roads (en) de  Frederick A. Thomson
- 1912 : As You Like It (en) de Charles Kent : rôle indéterminé
- 1913 : The Little Minister (it) de  James Young
- 1913 : Buttercups de  Frederick A. Thomson
- 1913 : Love Laughs at Blacksmiths or Love Finds a Way de Ralph Ince : le père de Bess
- 1914 : The Hidden Letters de Van Dyke Brooke
- 1914 : The Rose and the Thorn de Harry Lambart
- 1914 : 'Midst Woodland Shadows (it) de Ralph Ince
- 1914 : In Bridal Attire de Lee Beggs
- 1914 : Fixing Their Dads de  George D. Baker
- 1914 : Saved from a Life of Crime de Theodore Marston
- 1914 : Who Was Who in Hogg's Hollow de Seymour Galland
- 1915 : Mother's Roses de Theodore Marston : John Morrison
- 1915 : The Evil Men Do de Maurice Costello
- 1915 :The Quality of Mercy
- 1915 : Twice Rescued
- 1915 : Battle of Frenchman's Run
- 1915 : The Capitulation of the Major
- 1915 : The Juggernaut : James Hardin
- 1915 : Closing of the Circuit
- 1915 : The Goddess : Sénateur Blackstone (Premier millionaire)
- 1915 : The Girl Who Might Have Been
- 1915 : The Little Doll's Dressmaker
- 1915 : The Silent W
- 1915 : The Mystery of Mary
- 1915 : Hearts Ablaze
- 1915 : The Thirteenth Girl : Mr. Daymond
- 1916 : Green Stockings : Henry Faraday
- 1916 : Freddy's Narrow Escape
- 1916 : The Hunted Woman : Donald McDonald
- 1916 : Freddy Foils the Floaters
- 1916 : The Conflict : John Turner
- 1916 : His Wife's Good Name : le père de Harry
- 1916 : Fifty-Fifty d'Allan Dwan : juge
- 1916 : The Wager : A.E. Thorpe
- 1916 : The Ninety and Nine : Abner Blake
- 1917 : Panthea d'Allan Dwan : Dr. Von Reichstadt
- 1917 : The End of the Tour : Colonel Jessup
- 1917 : The Barricade : Amos Merrill
- 1917 : His Father's Son : John Arden
- 1917 : Her Father's Keeper : William Masters
- 1917 : God's Law and Man's : Major Dennison
- 1917 : Sowers and Reapers : Major James Courtney
- 1917 : The Greatest Power : Randolph Monroe
- 1917 : The Trail of the Shadow : Mr. Mason
- 1917 : Grafters d'Arthur Rosson : Mark Towne
- 1917 : Cassidy d'Arthur Rosson : l'avocat Grant
- 1917 : Outwitted : John Lawson
- 1918 : Révélation (Revelation) de George D. Baker : le prieur
- 1918 : The Brass Check : Silas Trevor
- 1918 : Une infamie (Social Hypocrites) d'Albert Capellani : Colonel Francis Fielding
- 1918 : With Neatness and Dispatch : Roger Burgess
- 1918 : Toys of Fate de George D. Baker : Pharos
- 1918 : The Winning of Beatrice : James Buckley
- 1918 : To Hell with the Kaiser ! : Professeur Monroe
- 1918 : Opportunity : Henry Clay Willard
- 1918 : A Successful Adventure : Lionel Houston
- 1918 : His Bonded Wife : Digby Morse
- 1918 : Liberty Bond Jimmy
- 1918 : Sylvia on a Spree : Edwin Booth D'Aubrey
- 1919 : The Great Victory, Wilson or the Kaiser? The Fall of the Hohenzollerns : William Gordon
- 1919 : The Great Romance : Roi Rudolph
- 1919 : Peggy Does Her Darndest (en) de George D. Baker : Edward Ensloe
- 1919 : Satan Junior : Nathaniel Ardway
- 1919 : Blind Man's Eyes : Basil Santoine
- 1919 : La Lanterne rouge (The Red Lantern) d'Albert Capellani : Sir Philip Sackville
- 1919 : L'Affaire Buckley (Almost Married) de Charles Swickard : Michael O'Connell
- 1919 : L'Express 330 (Easy to Make Money) de  Edwin Carewe : James Frederick Slocum Sr.
- 1919 : La Fin d'un roman (The Brat) de Herbert Blaché : l'évêque
- 1919 : La Sacrifiée (Her Kingdom of Dreams), de Marshall Neilan : James Warren
- 1919 : It Pays to Advertise de Donald Crisp : Cyrus Martin
- 1919 : La Rose messagère (Should a Woman Tell?) de John Ince : Mr. Maxon
- 1920 : The Right of Way (en) de John Francis Dillon : Seigneur
- 1920 : The Cheater de Henry Otto : Peg Meany
- 1920 : Clothes : Horace Watling
- 1920 : The Fatal Hour de George W. Terwilliger : l'abbé
- 1920 : Polly with a Past de Leander de Cordova : rôle indéterminé
- 1920 : The Misleading Lady de George Irving et George Terwilliger : Napoléon
- 1920 : The Pleasure Seekers : John Winchell
- 1921 : Le Détective improvisé (The Rookie's Return) de Jack Nelson : le père
- 1921 : Without Limit : le révérend Marlowe
- 1921 : A Message from Mars de Maxwell Karger : Sir Edwards
- 1921 : The Man Who de Maxwell Karger : St. John Jessop
- 1921 : Clay Dollars : Sam Willetts
- 1921 : Le Désert blanc (The White Desert) de Reginald Barker
- 1921 : The Lotus Eater : le doyen
- 1922 : Why Announce Your Marriage? d'Alan Crosland : David Mayfair
- 1922 : Reckless Youth de Ralph Ince : Cumberland Whipple
- 1922 : My Old Kentucky Home de Ray C. Smallwood  : Colonel Sanders
- 1922 : The Snitching Hour (en) d'Alan Crosland : Mr. Dickerson
- 1922 :  The Woman Who Fooled Herself (en) de Charles Logue : Don Fernando Casablanca
- 1922 : The Lights of New York : Daniel Reid
- 1923 : The Fog de Paul Powell : Caleb Gridley
- 1923 : The Tents of Allah : Abou Ben-Ek / Consul américain
- 1923 : The Go-Getter : Hugh McNair
- 1923 : Children of Jazz : Adam Forestall
- 1923 : The Victor : le père de Waring
- 1923 : Desire de Rowland V. Lee : Mr. Elkins
- 1923 : La Première Aventure de Douglas Fairbanks Junior (Stephen Steps Out) de Joseph Henabery : Dr. Lyman Black
- 1923 : Sourire d'enfant (The Darling of New York) de King Baggot : Grand-père Van Dyne
- 1924 : The Trouble Shooter : Benjamin Brewster
- 1924 : L'Aigle des mers (The Sea Hawk) de Frank Lloyd : Asad-ed-Din
- 1924 : Revelation : le prieur
- 1924 : Being Respectable : Darius Carpenter
- 1924 : The Heart Buster : John Hillyer
- 1924 : The Family Secret : Simon Selfridge
- 1924 : The Red Lily de Fred Niblo : Hugo Leonnec
- 1924 : The Story Without a Name : Walsworth
- 1924 : The Rose of Paris : George Der Vroo
- 1925 : Too Many Kisses : Richard Gaylord, Sr
- 1925 : The White Desert : Saul MacFarlane
- 1925 : Graustark : roi
- 1925 : La Grande Parade (The Big Parade) de King Vidor
- 1925 : Lights of Old Broadway de Monta Bell : Lambert de Rhonde
- 1925 : The Great Love : Mr. Bunker
- 1925 : Ben-Hur (Ben-Hur: A Tale of the Christ) de Fred Niblo : Quintus Arrius
- 1926 : Giboulées conjugales (The First Year) de Frank Borzage : Dr. Livingston
- 1926 : La Bohème de King Vidor : directeur du théâtre
- 1926 : The Exquisite Sinner de Josef von Sternberg et Phil Rosen : Colonel
- 1926 : Men of Steel : Cinder Pitt
- 1926 : Marine d'abord ! (Tell It to the Marines) de George W. Hill : Général Wilcox
- 1927 : Les Écumeurs du Sud (Winners of the Wilderness) de W. S. Van Dyke : Gouverneur de Vaudreuil
- 1927 : Rookies de Sam Wood  : le juge
- 1927 : California : Don Carlos del Rey
- 1927 : Annie Laurie : Cameron de Lochiel
- 1927 : The Callahans and the Murphys : Grand-père Callahan
- 1927 : Foreign Devils (en) de W. S. Van Dyke : Ministre Conger'
- 1927 : L'Ennemie (The Enemy) de Fred Niblo : Professeur Arndt
- 1928 : Riders of the Dark : le vieux Redding
- 1928 : Easy Come, Easy Go (en) : Mr. Quayle
- 1928 : Un soir à Singapour (Across to Singapore) de William Nigh : Jeremiah Shore
- 1928 : Tu te vantes (Telling the World) de Sam Wood : Mr. Davis

### Comme réalisateur
- 1916 : Freddy's Last Bean
- 1916 : Freddy's Narrow Escape
- 1916 : Freddy Foils the Floaters
- 1916 : Freddy Aids Matrimony
- 1916 : Freddy Versus Hamlet
- 1916 : Freddy, the Fixer
- 1916 : His Lucky Day

### Comme producteur
- 1916 : Freddy's Narrow Escape